# Патерица
Патериците са приспособление, спомагащо за поддържане тежестта на пациента при ходене чрез прехвърляне на тази тежест към горната част на тялото. Използва се при нарушения на функциите на опорно-двигателния апарат вследствие болест или травма (най-често счупване на крак), или по време на реабилитация. Патериците позволяват на пациента да се придвижва самостоятелно. Възможно е ползването както на две патерици, така и само на една патерица при по-леките случаи.

## Вид и направа
Изработват се от дърво, метал или пластмаса. Височината им може да се регулира в зависимост от ръста на човек. Също така има патерици, специално направени за деца.
Има различни видове – с опора под мишниците, или с опора около лакътя.

## Използване
Няколко различни начина на ходене с патерици са възможни и пациентът избира кой от тях да използва в зависимост от причината породила необходимостта им. Най-разпространеният начин на придвиждане е чрез „люлееща се“ походка: повдига засегнатия крак, слага двете патерици на земята пред себе си и след това залюлява крака си. Други походки се използват, когато двата крака са еднакво засегнати от някакво увреждане, или когато контузеният крак може да поеме част от тежестта.
За патериците под мишниците понякога е необходима кърпа или хавлия, за да се предотврати или намали претриване и неудобство.

## Алтернативи
Алтернативи на патериците са инвалидните колички, бастуни и проходилки.

## Друго значение
Патерица е популярно наименование и на резервна автомобилна гума, която е с намалени размери спрямо основните монтирани гуми. Резервната гума патерица осигурява същата височина като останалите гуми, но при по-ниска скорост, по-слабо сцепление и по-малък пробег.